# کبگنی

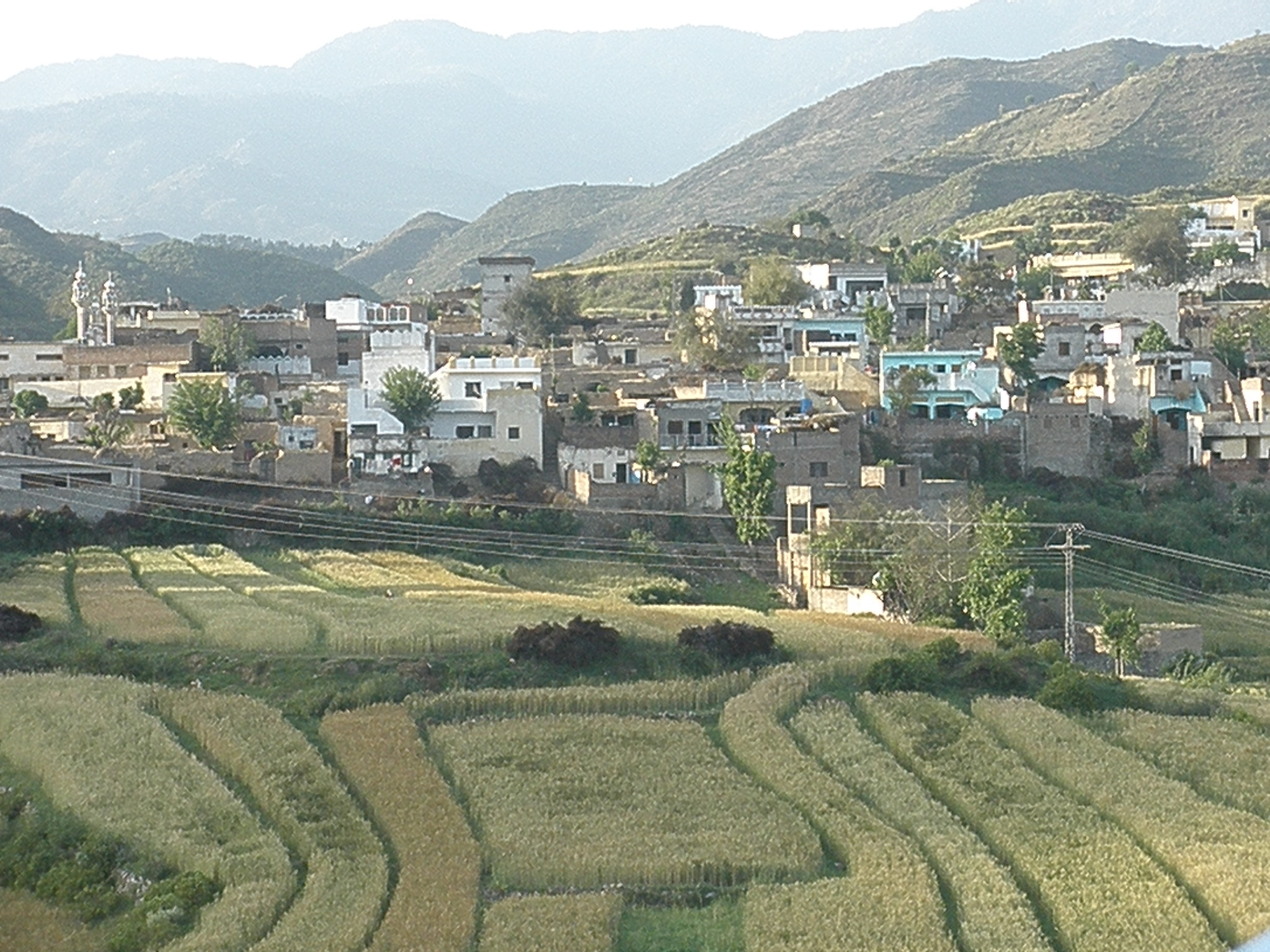
کبگنی

کبگنی (به انگلیسی: Kabgani) یک منطقهٔ مسکونی در پاکستان است که در خیبر پختونخوا واقع شده‌است.